# Свети Йоан Предтеча (Палеокастро)
„Свети Йоан Предтеча“ (на гръцки: Αγίου Ιωάννη του Προδρόμου) е възрожденска православна църква, енорийски храм на населишкото село Палеокастро, Егейска Македония, Гърция, част от Гревенската епархия.
В църквата има два надписа – в светилището от септември 1834 година, споменаващ митрополит Герасим Гревенски и над главния вход от октомври 1848 година, споменаващ митрополит Йоаникий Гревенски.